# Polydactylus plebeius
Polydactylus plebeius är en fiskart som först beskrevs av Pierre Marie Auguste Broussonet 1782.  Polydactylus plebeius ingår i släktet Polydactylus och familjen Polynemidae. Inga underarter finns listade i Catalogue of Life.